# Xanthorhoe disceptaria
Xanthorhoe disceptaria är en fjärilsart som beskrevs av Fischer Von Röslerstamm 1837. Xanthorhoe disceptaria ingår i släktet Xanthorhoe och familjen mätare. Inga underarter finns listade i Catalogue of Life.